# Davao Oriental
Davao Oriental hay Đông Davao là một tỉnh của Philippines thuộc vùng Davao. Tỉnh lị là thành phố Mati, tỉnh giáp Compostela Valley ở phía tây, Agusan del Sur và Surigao del Sur ở phía bắc. Davao Oriental là tỉnh cực đông của đất nước với điểm cực đông là mũi Pusan, tọa lạc tại phường Santiago, đô thị Caraga. Biển Philippines, một phần của Thái Bình Dương giáp với tỉnh Davao Oriental về phía biển. Một phần của tỉnh nằm trên một bán đảo chưa được đặt tên và tạo nên vịnh Davao ở phía tây.

## Hành chính
Davao Oriental có một thành phố là Mati và 10 đô thị tự trị:
| - Baganga - Banaybanay - Boston - Caraga - Cateel | - Governor Generoso - Luppon - Manay - San Isidro - Tarragona |